# Vanuatumonarch
De Vanuatumonarch (Myiagra caledonica) is een zangvogel uit de familie Monarchidae (Monarchen).

## Verspreiding en leefgebied
Deze soort komt voor op eilanden in en rondom Vanuatu en telt vijf ondersoorten:
- M. c. caledonica: Grande Terre (Nieuw-Caledonië).
- M. c. viridinitens: Loyaliteitseilanden (Nieuw-Caledonië).
- M. c. melanura: zuidelijk Vanuatu.
- M. c. marinae: noordelijk en centraal Vanuatu.
- M. c. occidentalis: Rennell (zuidoostelijke Salomonseilanden).

## Status
De grootte van de populatie is niet gekwantificeerd maar de soort wordt omschreven als algemeen in Nieuw-Caledonië en vrij algemeen op andere eilanden in het verspreidingsgebied. Op de Rode lijst van de IUCN heeft deze soort de status niet bedreigd.